# Polli (città)
Polli è un villaggio del comune di Mulgi (precedentemente Karksi), sito nella Contea di Viljandi, nel sud-est dell'Estonia. Confina con le città di: Karksi, Karksi-Nuia, Univere, Leeli, Pöögle, Allaste e Pärsi.